# Paul e Gaëtan Brizzi
Paul e Gaëtan Brizzi (24 de dezembro de 1951, Paris, França) são gêmeos, animadores e diretores de cinema.

## Carreira

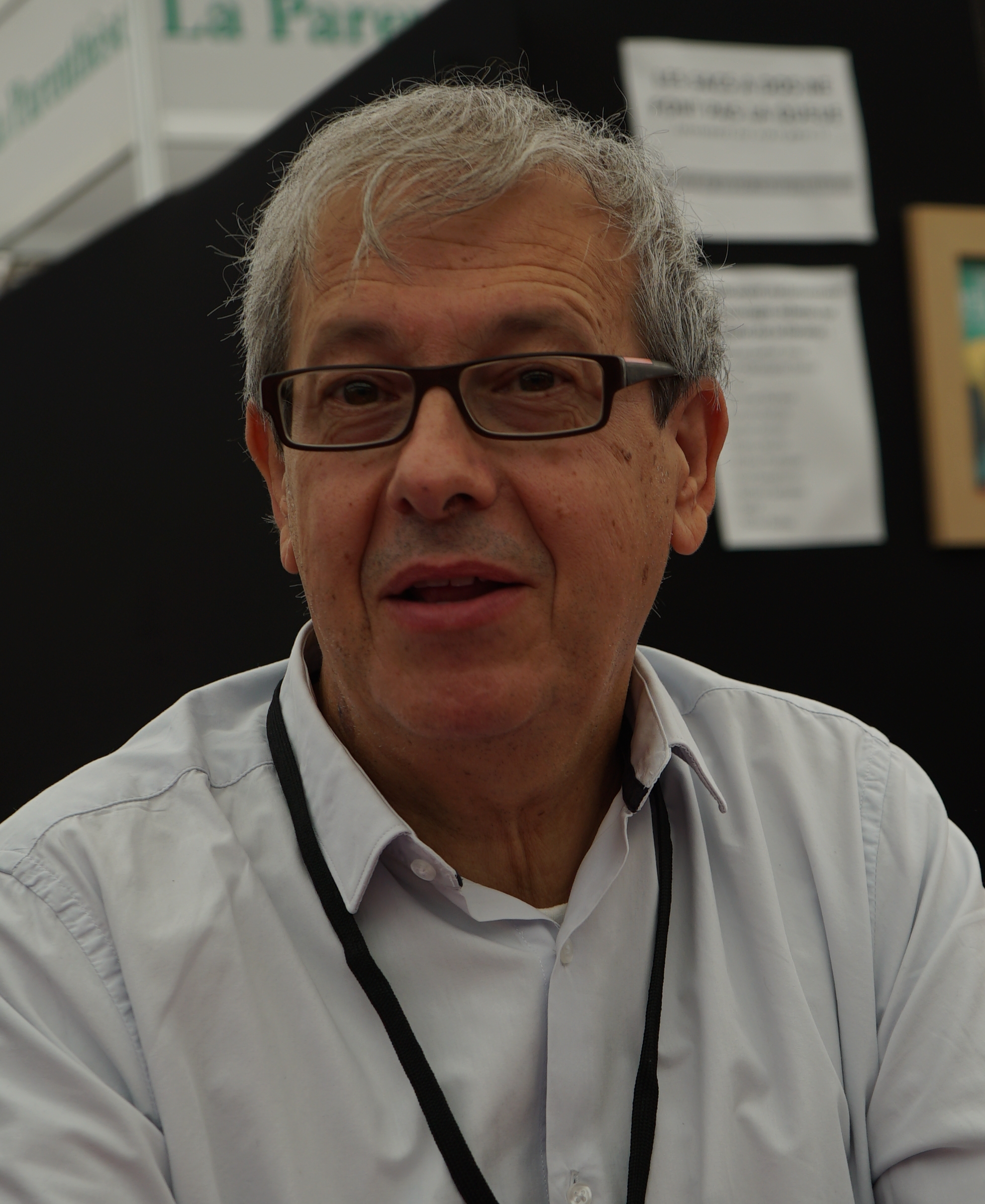

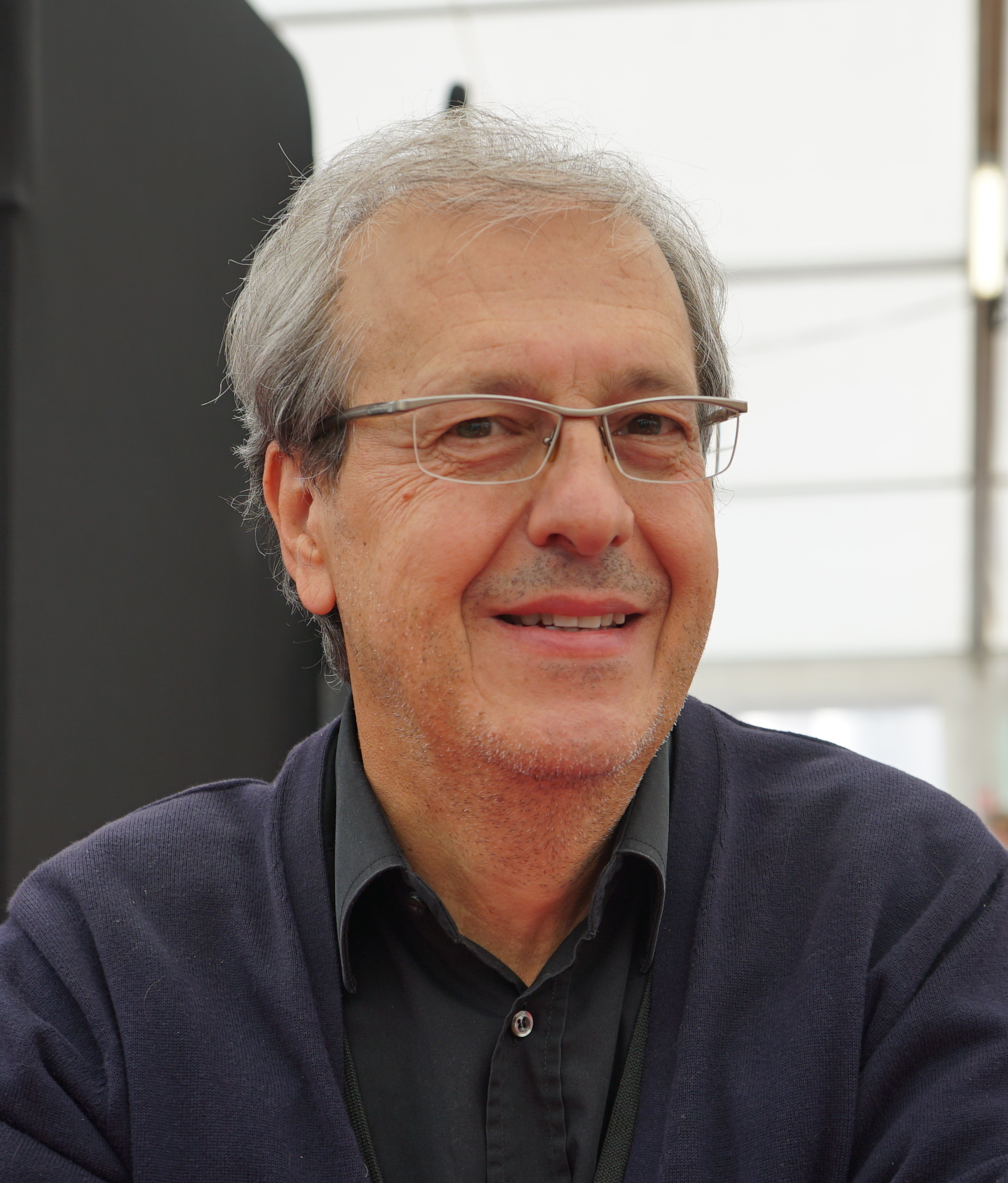

Os gêmeos iniciaram trabalhando em comerciais e curtas-metragens, incluindo a curto-metragem Fracture-winningawad. Em 1985, os irmãos dirigiram o filme de animação Asterix Versus César (Astérix et la surpresa de César) para a Gaumont Film Company, logo após fundaram o seu próprio estúdio de animação, o Brizzi Films.
A Brizzi Films trabalhou em várias séries de televisão internacional, incluindo Babar e sua adaptação o longa-metragem, Le Triomphe de Babar em 1989, e no mesmo ano, a Brizzi vendeu seu estúdio para a The Walt Disney Company. Atualmente os irmãos estão trabalhando com Mick Jagger em um filme intitulado Ruby Tuesday, que vai apresentar interpretações de canções animadas da banda de Jagger, os The Rolling Stones.

## Filmografia selecionada
- Fracture (1977, short) - diretores
- Chronique 1909 (1982)
- Asterix Versus Caesar (1985) - diretores
- Babar (série animada) (1989, television series)
- Le Triomphe de Babar (1989)
- DuckTales, o Filme: O Tesouro da Lâmpada Perdida (1990)
- TaleSpin (1990, Serie televisiva)
- Pateta - O Filme (1995)
- O Corcunda de Notre Dame (1996)
- Tarzan (1999)
- Fantasia 2000 (1999)
- Enchanted (2007)